# Tríada tebana

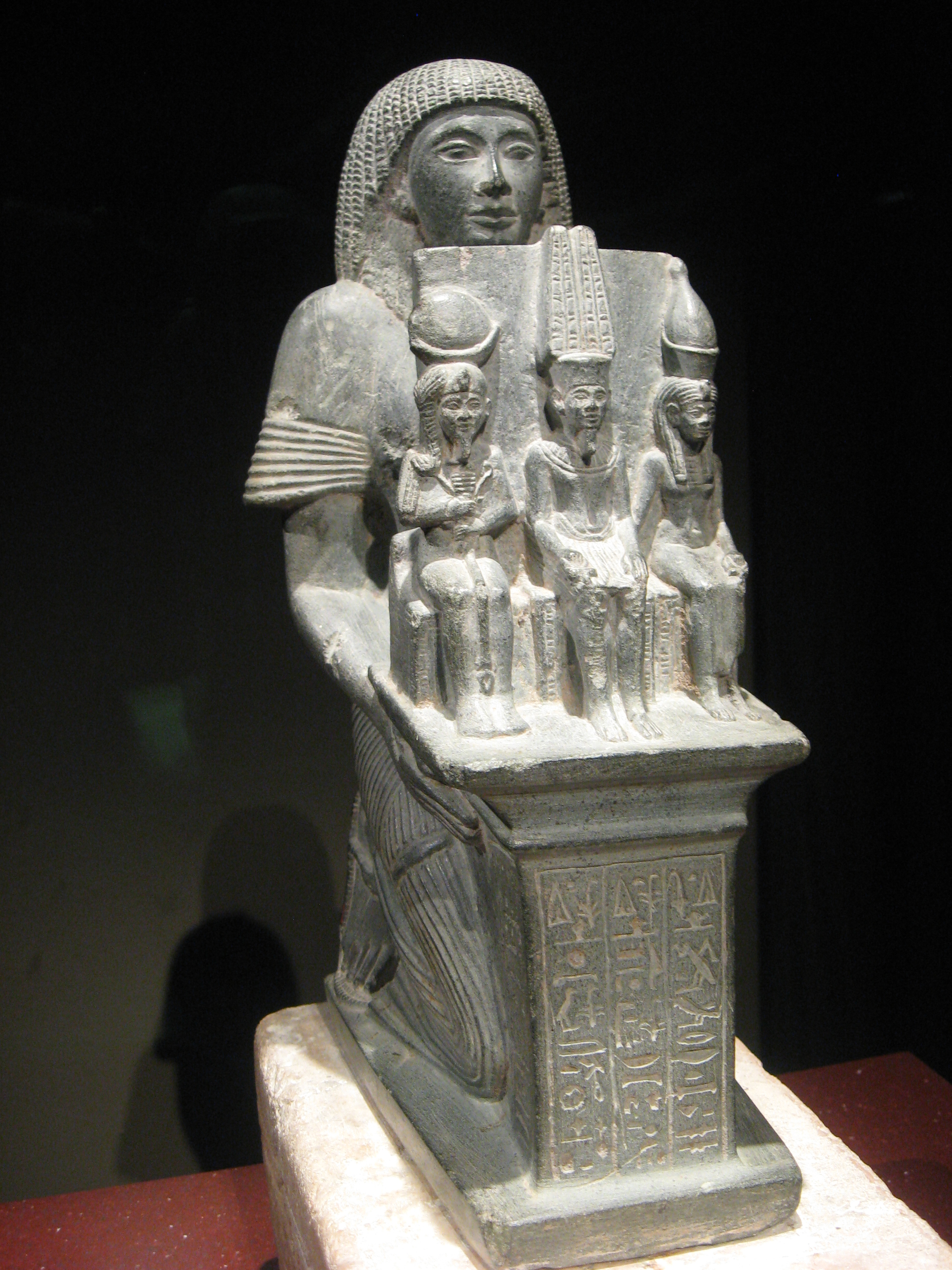
Ramessesnakht portando la Tríada Tebana: Amón, Mut y su hijo Jonsu.

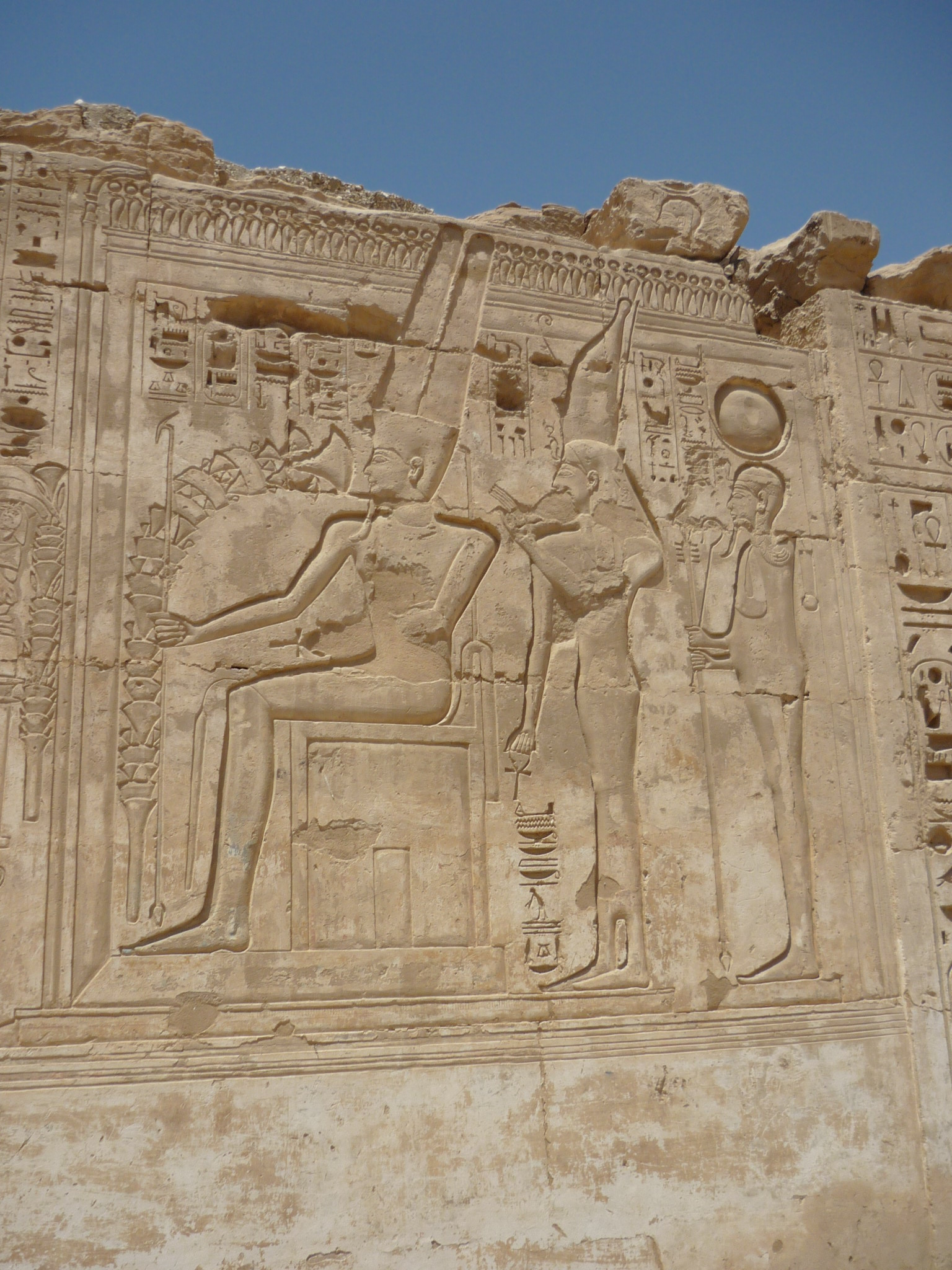
La Tríada Tebana representada en Medinet Habu: Amón-Ra, Mut y Jonsu.

La tríada tebana se componía de tres dioses egipcios que tuvieron la mayor popularidad en el área de Tebas, en el Antiguo Egipto.

## Historia

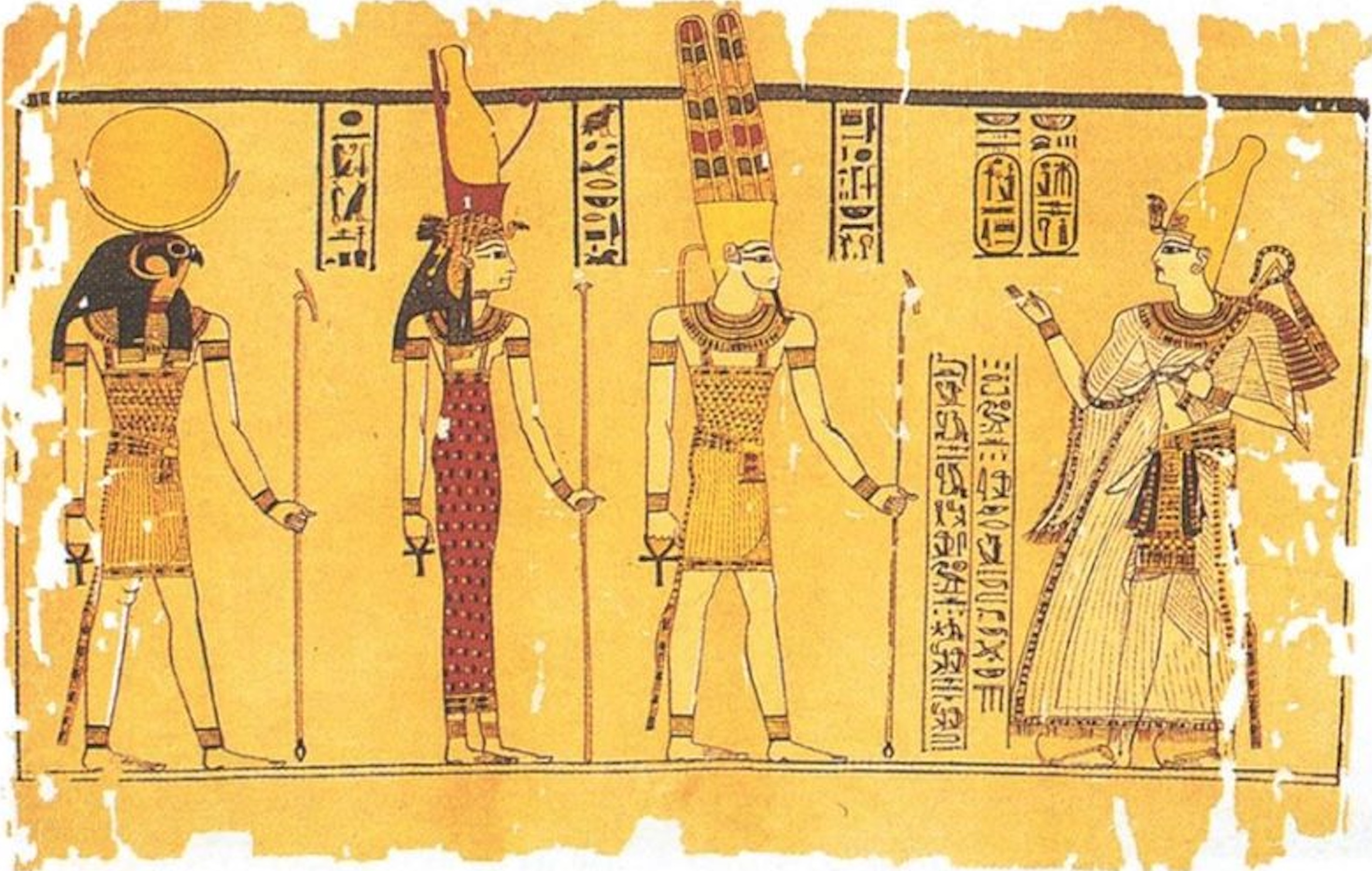
Ramsés III (derecha) delante de la Tríada Tebana. Papiro Harris.

Una característica del panteón egipcio era la costumbre de agrupar a sus dioses en tríadas: normalmente una pareja con un hijo; en Heliópolis fue el culto a Isis, Osiris y su hijo Horus; la creación empezó con el dios del sol, sus hijos el dios del aire Shu y su esposa la reina de la humedad Tefnut. Los hijos de Shu y Tefnut eran Geb, dios de la tierra, y su esposa Nut. Sus hijos Osiris e Isis eran los padres de Horus.
En la región de Tebas, la tríada se componía de Amón (Amón-Ra), su consorte Mut y su hijo Jonsu. 
El culto de Amón alcanzó gran importancia con la expulsión de los hicsos, lograda a finales de la dinastía XVII, por los príncipes provenientes originalmente de Uaset (Tebas). Por ello, la ciudad de Tebas y el dios Amón estarían íntimamente ligados. 
Tanto la dinastía XVIII como la dinastía XXV del Imperio Nuevo, favorecieron a esta tríada. Estos dioses fueron los principales objetos de culto del imponente complejo de templos de Karnak, aunque existieron otros templos y santuarios a ellos dedicados en todo Egipto, como el de Deir el-Hagar, cercano al oasis de Dajla. Amenhotep I, el faraón que construyó Karnak, se representaba a menudo entre estos dioses.
La fiesta de Opet, atestiguada desde la dinastía XVIII hasta la XXV, que se celebraba anualmente en honor de la tríada divina, tenía como acto principal una gran procesión de sus estatuas en barcas sagradas que se portaban del templo de Karnak al templo de Luxor. 